# Idiorophus
Idiorophus — рід зубатих китів родини Physeteridae. Скам'янілості були знайдені у формації Колхуапіан Гайман в Аргентині та Лібанському пісковику в Італії.
Зуби ідіорофуса за розміром були подібні до сучасної косатки.